# شاليمار شربتلي
شاليمار حسن عباس شربتلي رسامة تجريدية سعودية، ولدت سنة 1971م وكانت أول امرأة كلفتها الحكومة السعودية للقيام بأعمال فنية في الشوارع وقد ظهرت لوحاتها في سيارة porsche911 وعرضت في متحف اللوفر.

## السيرة الشخصية
نشأت شاليمار شربتلي في جدة المملكة العربية السعودية، من أب سعودي وأم مصرية ولها 6 إخوة و5 أخوات وهي ابنة رجل الأعمال السعودي حسن عباس شربتلي  وبدأت بالرسم في سن الثالثة وقد قدمتها مجلة (صباح الخير) وعمرها 13 عاماً، وكان معرضها الفني الأول في عام 1988 في القاهرة مصر وهي في سن السادسة عشر وقد حضر العديد من المشاهير بما فيهم الرسام المصري صلاح طاهر والشاعر فاروق جويدة.
إلتحقت شاليمار بكلية الفنون الجميلة في القاهرة-مصر، وفي وقت لاحق حصلت على درجة البكالوريوس في علم النفس في جامعة الملك عبد العزيز ودرجة الماجستير في علم الإجرام في جامعة بيروت العربية في لبنان. وفي عام 2011 تزوجت شاليمار من المخرج السينيمائي المصري خالد يوسف.

## العمل
شاركت شاليمار في معارض دولية مع الرسام الإسباني خوان راميريز في عام 2006 في مونمارتر في باريس وماربيا في إسبانيا، في عام 2007 وحضر المعرض الكاتب الصحفي والشاعر جمال بخيت.
وفي عام 2009، تعاونت شاليمار في معرض مشترك مع الفنان المصري المعاصر عمر النجدي والرسم الإسباني خوان راميريز في فعاليات أقيمت في جدة والقاهرة ومدريد وباريس.
تم تكليفها من قبل الحكومة السعودية لرسم الجداريات لمدينة جدة، وكانت هي أول امرأة تطلب منها الحكومة للقيام بالأعمال الفنية وكانت هذة الجداريات تتم في الكورنيش وأمام قصر الضيافة بجدة.
ومن أهم وأشهر أعمالها هما سيارة porsche911 

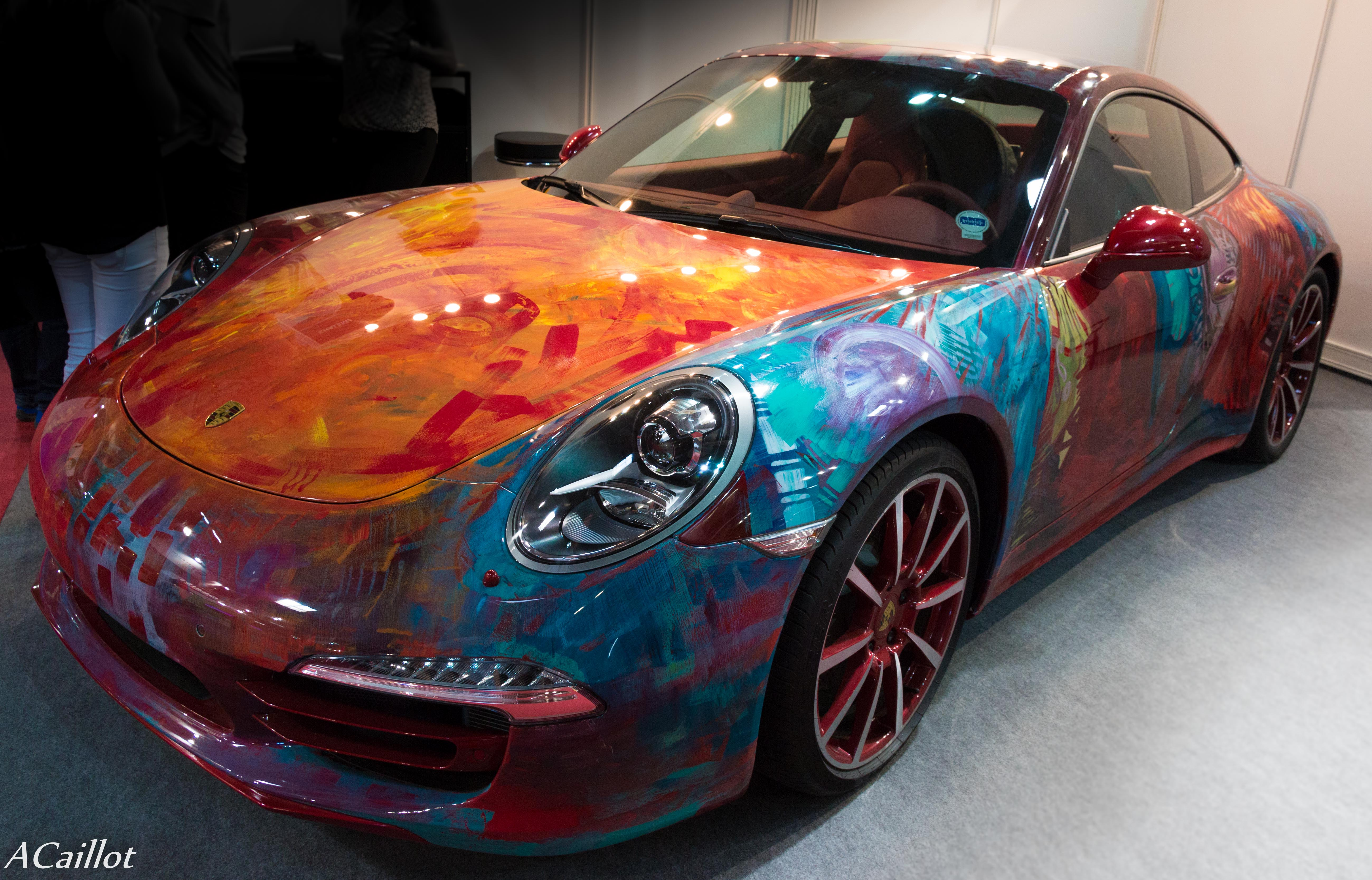
Porsche 911 Carrera "Shalemar Sharbatly" (15392297158)

المزخرفة والمصممة حسب الطلب وسيارة سباقات الفورمولا واحد المعروفة باسم La Torq وقد تم عرض سيارة porsche911 في معرض باريس للسيارات، وشاهدها أكثر من ميلون شخص وتم عرض La Torq إلى الجائزة الكبرى في سباق عام 2017 في مناكل وفي عام 2017 تم عرضها في فندق Negresco في نيس  في فرنسا وتم عرض كل من السيارتين porsche 911 و La Torq في متحف اللوفر  في باريس في معرض الفن المتحرك (Moving art) كجزء مجموعتها وصممت أيضا Ferrari360 و Minicooper و yamaha Tricity وإحدى لوحاتها حاليا معروضة في جامعة أكسفورد.
كما قامت برسم أغلى سيارة في العالم (باجانى زوندا) في إيطاليا التي توجد حاليا في معرض باجانى  والتي توصف بأنها السيارة الأغلى والأشهر عالمياً والتي يقدر سعرها 3.5 مليون دولار.
كما شاركت في معرض who's next  المقام في أحد أشهر المنشأت الفنية في باريس (بورت دي فرساي)  و الذي يمثل وجهة لجميع المهتمين بعالم الوضع وفنونها، وضم المعرض 700 ماركة من كبار الماركات العالمية.

## الأعمال الخيرية
أقيم حفل خيري بقصر فلورنسا العتيق في المدينة الإيطالية العريقة (فلورنسا)، وسط حضور جماهيري كبير ومتابعة عالمية من وسائل الإعلام وكانت الملكة رانيا ملكة الأردن، وألقت كلمة في الحفل الخيري الذي تباع فيه السيارة الفراري  وأكدت على أهمية العمل الخيري في دعم التواصل الإنساني وإضفاء المحبة والتراحم بين البشر.
وقد بدأ المزاد على سيارة الفراري التي تبرعت الفنانة شاليمار شربتلي بالرسم عليها إحدى لوحات الفن المتحرك وقد بدأ المزاد ب 20 ألف يورو حتى وصل 220 ألف يورو واشتراها رجل الأعمال الإيطاليGaultiero Vanelli وقد تم تقديم حصيلة هذا المزاد لأطفال التوحد حول العالم.

## الجوائز
في عام 2000 تم وضع شاليمار شربتلي في قائمة أكثر شخصية مؤثرة في الفن والثقافة في جدة كما شاركت في مسابقة (صالون ااخريف الفرنسي)  الذي شارك فيه 36 دولة و500 فنان عالمي وفازت بالمسابقة لتصبح أول فنانة عربية تفعل ذلك في عام 2016 تم إختيارها سفيرة للنوايا الحسنة لدورها في التطوع والمساهمة في الثقافة السعودية وفي نوفمبر 2016 كانت أحد مقدمي جوائز رابطة الصحفيين الأجانب في لندن، إنجلترا.